# کاسپار
کاسپار ممکن است به یکی از موارد زیر اشاره داشته باشد:
- کاسپار آنتون کارل فان بتهوون
- کاسپار هاوزر